# Einar Bruno Larsen
Einar Bruno Larsen (Oslo, 17 novembre 1939 – 27 luglio 2021) è stato un hockeista su ghiaccio e calciatore norvegese, di ruolo attaccante.

## Hockey
Come hockeista su ghiaccio prese parte tra l'altro alle Olimpiadi invernali del 1964.

## Calcio

### Club
Larsen vestì la maglia del Vålerengen. Deteneva, con 99 reti, il record di miglior marcatore in partite ufficiali della storia del club. Con questa maglia, vinse il campionato 1965.

### Nazionale
Contava 3 presenze e una rete per la Norvegia. Esordì il 21 agosto 1959, nella vittoria per 2-1 sull'Islanda. Il 1º luglio 1964, arrivò la prima marcatura: fu infatti autore di una rete nella vittoria per 3-2 sulla Svizzera.

## Palmarès

### Club

#### Competizioni nazionali
- Campionato norvegese: 1

Vålerengen: 1965